# Nórico
Nórico (en latín: Noricum) fue un reino o federación de tribus célticas ubicado en territorios de la actual Austria, la Baviera alemana y parte de Eslovenia. Fue convertido en una provincia romana, dividida más tarde en Nórico Ripense al norte y Nórico Mediterráneo al sur y considerada dentro del territorio diocesal del Illyricum Pannoniæ junto con  Panonia y Dalmatia.

## Geografía
Su extensión incluye los hoy día estados austríacos de Carintia, Salzburgo, Alta Austria, Baja Austria, Estiria, parte del estado alemán de Baviera y también regiones del Litoral esloveno.
Las provincias romanas vecinas eran Recia al oeste, Panonia al este y Dalmacia al sureste. Por el sur lindaba con la misma Italia, y por el norte con el río Danubio que era la frontera del Imperio Romano con las tribus germánicas.

## Historia
El emperador Augusto decidió que esta zona podía continuar libre como un estado vasallo del Imperio, pero durante el imperio de Claudio, el Reino de Nórico fue incorporado, aunque la fecha exacta se desconoce, como provincia romana, dirigida por un procurador ecuestre, y sin más tropas de guarnición que unidades auxiliares. De esta manera se pretendía mejorar las defensas frente a los germanos en el limes danubiano. La nueva provincia tuvo como capital a Virunum (en las cercanìas de la actual Klagenfurt) y se comenzó la construcción de la vía romana que atravesaba el Brennero para asegurar la comunicación con Italia. Así, la región atravesó un proceso de edificación de fortificaciones militares que derivaron en el desarrollo del urbanismo. Arelape, Lentia, Faviana, Astura y Commagena fueron algunas de las fortalezas romanas del Nórico.
Como resultado de la invasión de los marcomanos en 167-168, la Legio II Italica fue trasladada a la provincia por orden de Marco Aurelio en 175. Esto implicó que tuviera al frente a un legado de rango pretoriano (Legatus Augusti pro praetore) y que su capital fuera trasladada al cuartel de la legión en Lauriacum (Lorch, barrio actual de Enns, Austria).
En los siglos III y IV sufrió continuos ataques germanos, particularmente de los alamanes.
La provincia fue una de las últimas dependencias del Imperio en el siglo V, todavía controlada desde Italia en el momento de la caída de Rómulo Augústulo en 476. En estos años, la provincia romana fue evangelizada por San Severino, quien a raíz de la muerte de Atila dejó su retiro eremítico para estar junto a los que habían quedado abatidos por los ataques de los bárbaros hunos.